# Peugeot NK7
La Peugeot NK7 è una motocicletta naked basata sul telaio della sportiva XR7 con motore Minarelli 50 cm3 due tempi.
Molte componenti come lo scarico e il posteriore sono simile alla sorella stradale mentre la posizione di guida e il nuovo motore la rendono l'unica nel suo genere tra i ciclomotori.
Il cambio è manuale a 6 marce, ha un mono-ammortizzatore centrale, l'impianto frenante è a disco con l'anteriore da 300 mm e 4 pistoncini con attacco radiale, e il posteriore da 220 mm. 
I cerchi sono da 17" con pneumatici da 130/70 e 100/80. Il peso è di 100 kg e le dimensioni sono lunghezza 2500 mm, larghezza 750 mm, altezza sella 795 mm. 
La capienza del serbatoio è di 12.5 litri mentre il propulsore è omologato euro 2.